# Between Us
Between Us é o primeiro álbum de grandes sucessos do girl group britânico Little Mix, lançado em 12 de novembro de 2021, através da RCA Records. O anúncio do álbum foi feito no aniversário de dez anos da formação do grupo na oitava série da versão britânica do The X Factor.
A edição padrão do álbum incluí 22 faixas, sendo quatro delas novas canções, enquanto as edições deluxe incluem uma quinta nova faixa. Além de seu lançamento digital, a compilação foi lançada em uma variedade de formatos físicos, incluindo em CD, cassete, como um box set e em edições de disco de vinil com a capas apresentando cada uma das integrantes individualmente em frente a um fundo floral. Os singles anteriores ao álbum, "Heartbreak Anthem", que apresenta o DJ francês David Guetta e o duo sueco Galantis, "Kiss My (Uh-Oh)", com a cantora britânica Anne-Marie, e "Confetti", com a rapper norte-americana Saweetie, estão todos incluídos em Between Us.

## Antecedentes
O Little Mix divulgou o projeto em 16 de agosto de 2021, três dias antes do anúncio oficial, por meio de suas contas nas mídias sociais, postando um vídeo exibindo todos os seus logotipos anteriores, com um novo sendo mostrado no final junto com um trecho de, presumivelmente, um dos seus novos materiais. Em 18 de agosto, o grupo compartilhou um teaser no Twitter e Instagram usando a hashtag #10YearsOfLittleMix. Em 19 de agosto, dia de seu aniversário de dez anos, o grupo anunciou então que lançará um novo álbum intitulado "Between Us". 
A lista de faixas foi anunciada algumas horas depois. A edição padrão inclui 22 faixas, 18 das quais são singles anteriores do grupo e quatro são faixas inteiramente novas. Uma quinta nova faixa foi confirmada para ser incluída apenas nas edições deluxe do álbum. Little Mix descreveu o álbum como "uma celebração de 10 anos de sucessos, amizade, novas faixas e muito mais". Elas também dedicaram o álbum a seus fãs e os agradeceram por seu apoio nos últimos dez anos.
| “                                             | Estamos muito animadas com este álbum. Inclui todos os nossos sucessos, bem como algumas músicas novas que mal podemos esperar para ouvir ... Não podemos agradecer o suficiente pelo seu apoio nos últimos dez anos ... este álbum é para todos e cada um um de vocês que escutaram nossas músicas, compraram um álbum ou cantou com força em nossos shows. Não estaríamos aqui lançando esse álbum se não fosse por você. | ” |
| — Little Mix no anúncio do álbum via Twitter. | |   |

Between Us ficou disponível para pré-encomenda no mesmo dia em que foi anunciado. O álbum foi disponibilizado em uma variedade de formatos físicos, incluindo em CD, cassete, como um box set e em disco de vinil, com a capa com imagens em edições apresentando cada integrante individualmente em frente a um fundo floral. Isso também marcou o lançamento do primeiro álbum do grupo depois que a ex-membro Jesy Nelson saiu do grupo em dezembro de 2020, e também seu primeiro álbum de grandes êxitos, embora seus vocais ainda estejam presentes no álbum.
As integrantes do grupo Perrie Edwards, Jade Thirlwall e Leigh-Anne Pinnock passaram a compartilhar suas idéias sobre o álbum. "Não podemos acreditar que já se passaram 10 anos. O tempo voou e, quando você olha para trás, fizemos tanto que nos orgulhamos muito", disse Edwards em uma entrevista. "Vai ser ótimo ter todos os nossos grandes sucessos como uma banda em um álbum pela primeira vez, comemorando 10 anos massivos de Little Mix. As faixas também mostram o quanto crescemos como artistas, de 'Wings' a 'Heartbreak Anthem'", acrescentou Thirlwall. Pinnock também disse: "Também estamos muito animadas para lançar cinco novas músicas do Little Mix que estamos criando. Mal podemos esperar que nossos fãs ouçam as novas faixas nas quais estamos trabalhando. Nós esperamos que eles as amem tanto quanto nós!".
Para a versão japonesa do álbum, a Sony Music Japan fez uma votação onde os fãs escolheram uma música que seria interpretada em japonês pelo grupo.
Em 15 de novembro de 2021, o Little Mix lançou a "The Mixers Editions" do Between Us no Spotify. Esta edição ficou de acordo com o gosto dos fãs quando foram solicitados a escolher a ordem das faixas do álbum e escolher 10 novas músicas para incluir nesta versão em outubro.

## Singles
Em 30 de agosto de 2021, Little Mix anunciou o lançamento de "Love (Sweet Love)", como um single de Between Us. Foi escrito por Thirlwall, Pinnock, MNEK, Lauren Aquilina e Sakima. Lyndsey Havens, da Billboard, descreve a nova música como "os stompers pop enérgicos e cheios de alma que os fãs passaram a desejar de Little Mix". A canção alcançou a posição 33 no UK Singles Chart, tornando-se o 31º single no top 40 do grupo. Em outros lugares, ele entrou nas paradas da Irlanda, Croácia, Nova Zelândia e Letônia.
"No" foi lançado como o segundo single em 12 de novembro de 2021, junto do álbum. A música foi o primeiro single que o grupo escreveu como um trio após a ex-integrante Nelson deixar o grupo.

### Singles promocionais
"Between Us" foi lançado como single promocional do álbum em 5 de novembro de 2021, uma semana antes do lançamento do álbum. O videoclipe da música foi lançado em 2 de dezembro de 2021, juntamente com uma mensagem do grupo anunciando seu hiato após a Confetti Tour em 2022. A música recebeu sua apresentação de estreia no dia seguinte, em 3 de dezembro de 2021, no The Graham Norton Show.

## Performance comercial
Antes do lançamento do álbum, foi relatado pela Official Charts Company que no meio da semana, tanto Little Mix quanto Taylor Swift, eram ambas candidatas ao primeiro lugar. Foi marcado como uma das batalhas mais próximas das paradas até aquele momento no Reino Unido em 2021, com a diferença entre os álbuns sendo apenas de nove vendas. O álbum mais tarde alcançou o número quatro no UK Albums Chart, vendendo 33.822 cópias em sua primeira semana e se tornando o sétimo álbum do Little Mix entre os cinco primeiros no país. O álbum recebeu certificado de prata no Reino Unido. Em 2021, o álbum foi classificado como o décimo segundo cassete mais vendido daquele ano.
Fora do Reino Unido, Between Us, alcançou o top cinco das paradas na Escócia, Portugal e Irlanda, onde alcançou o número dois, tornando-se o sétimo álbum do grupo a entrar no top dez no país. Também alcançou o top dez na Espanha, Holanda e Austrália, onde  foi certificado como platina duas semanas depois.
Em outros lugares, o álbum alcançou o top vinte na Bélgica e Nova Zelândia, o top trinta na Alemanha, e alcançou o top quarenta na Áustria, Itália e Polônia. Between Us, mapeado em outros territórios, incluindo Japão, Canadá e Estados Unidos.

## Lista de faixas
| Versão padrão do Between Us |                            |                                      |         |  |
| N.º                         | Título                     | Produtor (es)                        | Duração |  |
| 1.                          | "Wings"                    | TMS                                  | 3:39    |  |
| 2.                          | "DNA"                      | TMS                                  | 3:56    |  |
| 3.                          | "Move"                     | Duvall                               | 3:44    |  |
| 4.                          | "Salute"                   | TMS                                  | 3:56    |  |
| 5.                          | "Black Magic"              | Electric                             | 3:31    |  |
| 6.                          | "Secret Love Song, Pt. II" | Ashurst                              | 4:26    |  |
| 7.                          | "Hair"                     | Electric                             | 3:53    |  |
| 8.                          | "Shout Out to My Ex"       | Electric                             | 4:06    |  |
| 9.                          | "Touch"                    | Cottone MNEK                         | 3:33    |  |
| 10.                         | "No More Sad Songs"        | Electric Joe Kearns                  | 3:45    |  |
| 11.                         | "Power"                    | Electric Kearns Matt Rad Steve James | 4:02    |  |
| 12.                         | "Reggaetón Lento"          | O'Neill Perez Class                  | 3:08    |  |
| 13.                         | "Woman Like Me"            | Mac                                  | 3:48    |  |
| 14.                         | "Break Up Song"            | Purcell Goldfingers                  | 3:20    |  |
| 15.                         | "Sweet Melody"             | Parx Frid MNEK Rissi Peoples         | 3:33    |  |
| 16.                         | "Confetti"                 | TMS                                  | 3:05    |  |
| 17.                         | "Heartbreak Anthem"        | Guetta Galantis                      | 3:03    |  |
| 18.                         | "Kiss My (Uh-Oh)"          | Mojam Nappi                          | 2:57    |  |
| 19.                         | "No"                       |                                      | 3:03    |  |
| 20.                         | "Between Us"               |                                      | 3:53    |  |
| 21.                         | "Love (Sweet Love)"        | MNEK                                 | 3:40    |  |
| 22.                         | "Cut You Off"              |                                      | 2:53    |  |

| Faixas bônus do disco da Jade |               |                         |         |  |
| N.º                           | Título        | Produtor(s)             | Duração |  |
| 23.                           | "Mr Loverboy" | RyKeyz                  | 3:14    |  |
| 24.                           | "Wasabi"      | Sabath John Hill Kearns | 2:34    |  |

| Faixas bônus do disco da Leigh-Anne |                          |               |         |  |
| N.º                                 | Título                   | Produtor (es) | Duração |  |
| 23.                                 | "Nothing Feels Like You" | MNEK          | 3:27    |  |
| 24.                                 | "I Love You"             | TMS           | 4:09    |  |

| Faixas bônus do disco da Perrie |                       |               |         |  |
| N.º                             | Título                | Produtor (es) | Duração |  |
| 23.                             | "Love Me or Leave Me" | Rad           | 3:26    |  |
| 24.                             | "Your Love"           | JMIKE Cottone | 3:27    |  |

| Versão deluxe do Between Us |                                                      |                                |         |  |
| N.º                         | Título                                               | Produtor (es)                  | Duração |  |
| 1.                          | "Shout Out to My Ex"                                 | Electric                       | 4:06    |  |
| 2.                          | "Black Magic"                                        | Electric                       | 3:31    |  |
| 3.                          | "No"                                                 |                                | 3:03    |  |
| 4.                          | "Touch"                                              | Cottone MNEK                   | 3:33    |  |
| 5.                          | "Love (Sweet Love)"                                  | MNEK                           | 3:40    |  |
| 6.                          | "Wings"                                              | TMS                            | 3:39    |  |
| 7.                          | "Woman Like Me" (featuring Nicki Minaj)              | Mac                            | 3:48    |  |
| 8.                          | "Power" (featuring Stormzy)                          | Electric Kearns Rad S. James   | 4:02    |  |
| 9.                          | "Sweet Melody"                                       | Parx Frid MNEK Rissi Peoples   | 3:33    |  |
| 10.                         | "No More Sad Songs" (featuring Machine Gun Kelly)    | Electric Kearns                | 3:45    |  |
| 11.                         | "DNA"                                                | TMS                            | 3:56    |  |
| 12.                         | "Secret Love Song" (featuring Jason Derulo)          | Jayson DeZuzio                 | 4:09    |  |
| 13.                         | "Move"                                               | Duvall                         | 3:44    |  |
| 14.                         | "Salute"                                             | TMS                            | 3:56    |  |
| 15.                         | "Break Up Song"                                      | Purcell Goldfingers            | 3:20    |  |
| 16.                         | "Between Us"                                         |                                | 3:55    |  |
| 17.                         | "Secret Love Song, Pt. II"                           | Ashurst                        | 4:26    |  |
| 18.                         | "Holiday"                                            | Kamille Goldfingers Chris Loco | 3:33    |  |
| 19.                         | "Hair" (featuring Sean Paul)                         | Electric                       | 3:53    |  |
| 20.                         | "Reggaetón Lento" (remix, with CNCO)                 | O'Neill Perez Class            | 3:08    |  |
| 21.                         | "Confetti" (featuring Saweetie)                      | TMS                            | 3:05    |  |
| 22.                         | "Heartbreak Anthem" (with Galantis and David Guetta) | Guetta Galantis                | 3:03    |  |
| 23.                         | "Kiss My (Uh-Oh)" (with Anne-Marie)                  | Mojam Nappi                    | 2:57    |  |
| 24.                         | "Cut You Off"                                        |                                | 2:54    |  |
| 25.                         | "Trash"                                              |                                | 2:53    |  |
| 26.                         | "Wasabi"                                             | Sabath Hill Kearns             | 2:34    |  |

| Versão super deluxe do Between Us – CD 1 |                                                   |                                   |         |  |
| N.º                                      | Título                                            | Produtor (es)                     | Duração |  |
| 1.                                       | "Wings"                                           | TMS                               | 3:39    |  |
| 2.                                       | "DNA"                                             | TMS                               | 3:56    |  |
| 3.                                       | "Change Your Life"                                | Stannard Powell                   | 3:21    |  |
| 4.                                       | "How Ya Doin'?" (featuring Missy Elliott)         | Future Cut                        | 3:31    |  |
| 5.                                       | "Move"                                            | Duvall                            | 3:44    |  |
| 6.                                       | "Little Me"                                       | TMS                               | 3:31    |  |
| 7.                                       | "Word Up!"                                        | TMS Cottone                       | 3:29    |  |
| 8.                                       | "Salute"                                          | TMS                               | 3:56    |  |
| 9.                                       | "Black Magic"                                     | Electric                          | 3:31    |  |
| 10.                                      | "Love Me Like You"                                | Mac                               | 3:17    |  |
| 11.                                      | "Secret Love Song, Pt. II"                        | Ashurst                           | 4:26    |  |
| 12.                                      | "Hair" (featuring Sean Paul)                      | Electric                          | 3:53    |  |
| 13.                                      | "Shout Out to My Ex"                              | Electric                          | 4:06    |  |
| 14.                                      | "Touch"                                           | Cottone MNEK                      | 3:33    |  |
| 15.                                      | "No More Sad Songs" (featuring Machine Gun Kelly) | Electric Kearns                   | 3:45    |  |
| 16.                                      | "Power" (featuring Stormzy)                       | Electric Kearns Rad S. James      | 4:02    |  |
| 17.                                      | "Reggaetón Lento" (remix, with CNCO)              | O'Neill Perez Class               | 3:08    |  |
| 18.                                      | "Only You" (com Cheat Codes)                      | Digital Farm Animals Cottone Dahl | 3:09    |  |
| Duração total:                           | Duração total:                                    | Duração total:                    | 65:08   |  |

| Versão super deluxe do Between Us – CD 2 |                                                      |                                       |         |  |
| N.º                                      | Título                                               | Produtor (es)                         | Duração |  |
| 1.                                       | "Woman Like Me" (featuring Nicki Minaj)              | Mac                                   | 3:48    |  |
| 2.                                       | "Think About Us" (featuring Ty Dolla Sign)           | Goldfingers Louis Bell Kamille Kearns | 3:54    |  |
| 3.                                       | "Bounce Back"                                        | Stargate Swiff D Kuk Harrell          | 2:40    |  |
| 4.                                       | "Break Up Song"                                      | Purcell Goldfingers                   | 3:20    |  |
| 5.                                       | "Holiday"                                            | Kamille Goldfingers Chris Loco        | 3:33    |  |
| 6.                                       | "Sweet Melody"                                       | Parx Frid MNEK Rissi Peoples          | 3:33    |  |
| 7.                                       | "Confetti" (featuring Saweetie)                      | TMS                                   | 3:05    |  |
| 8.                                       | "Heartbreak Anthem" (with Galantis and David Guetta) | Guetta Galantis                       | 3:03    |  |
| 9.                                       | "Kiss My (Uh-Oh)" (with Anne-Marie)                  | Mojam Nappi                           | 2:57    |  |
| 10.                                      | "No"                                                 |                                       |         |  |
| 11.                                      | "Between Us"                                         |                                       |         |  |
| 12.                                      | "Love (Sweet Love)"                                  | MNEK                                  | 3:40    |  |
| 13.                                      | "Cut You Off"                                        |                                       |         |  |
| 14.                                      | "Trash"                                              |                                       |         |  |
| 15.                                      | "Secret Love Song" (featuring Jason Derulo)          | Jayson DeZuzio                        | 4:09    |  |
| 16.                                      | "Wasabi"                                             | Sabath Hill Kearns                    | 2:34    |  |
| 17.                                      | "Love Me or Leave Me"                                | Rad                                   | 3:26    |  |
| 18.                                      | "These Four Walls"                                   | Stannard Howes                        | 3:28    |  |
| 19.                                      | "Confetti" (acústico)                                |                                       | 3:13    |  |
| 20.                                      | "The Cure"                                           | TMS Andrews                           | 3:35    |  |
| 21.                                      | "Touch" (acústico)                                   | Cottone                               | 3:43    |  |
| 22.                                      | "Always Be Together"                                 | Dean DAPO                             | 4:27    |  |

## Performance comercial
O Official Charts Company relatou no meio da semana pós lançamento, Little Mix e Taylor Swift estavam na disputa pela primeira posição no Reino Unido. Foi dita como uma das batalhas de charts mais próximas a acontecer até agora no Reino Unido, com a diferença entre os álbuns sendo de apenas nove cópias. O álbum acabou entrando em quarto lugar, vendendo 33.822 cópias e se tornando o sétimo álbum de Little Mix entre os cinco mais vendidos no país. Na Irlanda, o álbum alcançou a posição número dois, tornando-se o sétimo álbum do grupo nas paradas entre os dez primeiros lá.
Between Us alcançou o top 10 na Austrália e foi certificado platina duas semanas depois no país. Também alcançou o top 10 na Escócia, Holanda e Espanha, enquanto atingiu o pico entre os 20 primeiros na Nova Zelândia, Alemanha e Bélgica. Em outros lugares, ele foi charteado em onze outros territórios, incluindo Japão, Estados Unidos e Canadá.

## Charts
| Chart (2021)                          | Posição |
| ------------------------------------- | ------- |
| Alemanha (Offizielle Deutsche Charts) | 21      |
| Austrália (ARIA)                      | 8       |
| Áustria (Ö3 Austria Top 40)           | 36      |
| Bélgica (Ultratop Flandres)           | 11      |
| Bélgica (Ultratop Valônia)            | 25      |
| Canadá (Billboard)                    | 53      |
| República Tcheca (ČNS IFPI)           | 54      |
| França (SNEP)                         | 47      |
| Escócia (Official Scottish Albums)    | 3       |
| Eslováquia (ČNS IFPI)                 | 78      |
| Espanha (PROMUSICAE)                  | 7       |
| Estados Unidos (Billboard 200)        | 182     |
| Irlanda (Official Irish Albums)       | 2       |
| Itália (FIMI)                         | 31      |
| Japão (Oricon)                        | 65      |
| Japão (Japan Hot Albums)              | 73      |
| Lituânia (AGATA)                      | 94      |
| Nova Zelândia (RMNZ)                  | 16      |
| Países Baixos (Dutch Charts)          | 9       |
| Polónia (ZPAV)                        | 32      |
| Portugal (AFP)                        | 3       |
| Reino Unido (Official Albums Chart)   | 4       |
| Suíça (Schweizer Hitparade)           | 43      |

### Charts de fim de ano
| Chart (2021)    | Posição |
| --------------- | ------- |
| UK (Albums OCC) | 58      |

## Certificações
| País | Certificador | Certificações | Vendas   |
| --- | ------------ | ------------- | -------- |
| Austrália | ARIA         | Platina       | 70,000‡  |
| México | AMPROFON     | Ouro          | 70,000‡  |
| Reino Unido | BPI          | Platina       | 300,000‡ |
| Suíça | IFPI Suíça   | Ouro          | 20,000‡  |
| * Número de vendas definido com base apenas no nível de certificação. ^ Número de embarques definido com base apenas no nível de certificação. ‡vendas+streaming definido com base apenas no nível de certificação |              |               |          |